# Trochogerina
Trochogerina es un género de foraminífero planctónico de la subfamilia Hedbergellinae, de la familia Hedbergellidae, de la superfamilia Rotaliporoidea, del suborden Globigerinina y del orden Globigerinida. Su especie tipo es Trochogerina distincta. Su rango cronoestratigráfico abarca el Toarciense (Jurásico inferior).

## Descripción
Trochogerina incluía especies con conchas trocoespiraladas, de forma discoidal-globular espiroconvexo o cóncavo-convexo; sus cámaras eran globulares, creciendo en tamaño de forma gradual; sus suturas intercamerales eran rectas y ligeramente incididas en el lado espiral, y curvadas e incididas en el lado umbilical; su contorno era redondeando y lobulado; su periferia era redondeada; su ombligo era amplio, abierto y somero; su abertura era interiomarginal, umbilical a umbilical-extraumbilical, en forma de arco alto o bajo y protegida con un labio; presentaba pared calcítica hialina, macroperforada irregularmente, y con la superficie pustulosa a rugosa.

## Discusión
Trochogerina ha sido considerada indirectamente un sinónimo subjetivo posterior de Blefuscuiana, al incluir las especies de Trochogerina en este último género. No obstante, otros autores lo han considerado un taxón distinto y válido que se diferentecia de Blefuscuiana por presentar un mayor número de cámaras en la primera vuelta (al menos en las formas microesféricas), ausencia de pórtico apertural, y un lado espiral convexo (trocospira alta). Clasificaciones posteriores incluirían Trochogerina en la superfamilia Globigerinoidea.

## Paleoecología
Trochogerina, como Blefuscuiana, incluía especies con un modo de vida planctónico, de distribución latitudinal cosmopolita, y habitantes pelágicos de aguas superficiales e intermedias (medio epipelágico a mesopelágico superior).

## Clasificación
Trochogerina incluye a la siguiente especie:
- Trochogerina distincta †